# Armistead Maupin
Armistead Maupin, nome completo Armistead Jones Maupin Jr. (Washington, 13 maggio 1944), è uno scrittore, giornalista, sceneggiatore, attore e produttore televisivo statunitense noto per la serie di romanzi intitolata I racconti di San Francisco.
Maupin è uno degli autori più apprezzati dalla comunità LGBT.

## Biografia
Nato a Washington, figlio di Diana Maupin e Armistead Jones Maupin Sr.. Poco dopo la sua nascita, la famiglia si trasferì nella Carolina del Nord, dove è cresciuto. Dice che ha avuto l'istinto di narrazione fin dalla tenera età di otto anni. Ha frequentato l'Università della Carolina del Nord a Chapel Hill, dove si è impegnato nel giornalismo attraverso la scrittura per il quotidiano The Daily Tar Heel. Dopo aver conseguito la laurea, Maupin si iscrive alla Facoltà di Legge, che abbandona poco dopo.
Maupin è un veterano della United States Navy, ha prestato servizio anche durante la guerra del Vietnam. Egli sostiene di aver saputo che era gay fin da bambino, ma non ha avuto rapporti sessuali fino all'età di 26 anni, ha deciso di fare coming out nel 1974, quando aveva circa 30 anni.
Maupin inizia la sua carriera lavorando per la rete televisiva WRAL-TV (Channel 5) con sede a Raleigh (Carolina del Nord), successivamente lavora per un giornale di Charleston (Carolina del Sud), a cui segue un'offerta di una posizione di prestigio negli uffici di San Francisco della Associated Press.
Verso la metà degli anni settanta inizia la sua attività di scrittore, creando Tales of the City, una serie di racconti ambientati a San Francisco pubblicati per la prima volta su Pacific Sun e successivamente sul San Francisco Chronicle.

## Carriera

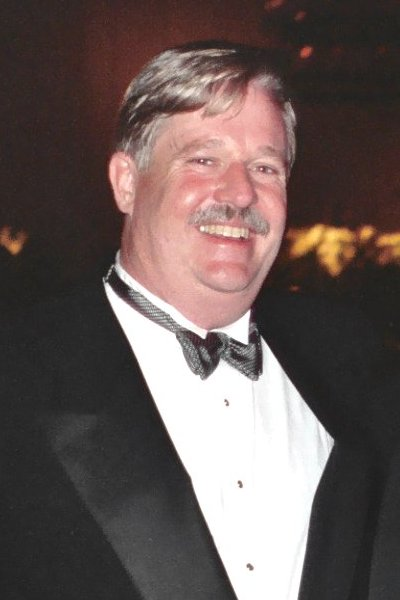
Maupin ai Premi Emmy 1994.

Dopo aver pubblicato i suoi racconti su diversi giornali, nel 1978 viene pubblicato dalla HarperCollins il primo romanzo della serie, intitolato I racconti di San Francisco. Negli anni seguenti vennero pubblicati i romanzi Nuovi racconti di San Francisco e Ritorno a San Francisco. Nel quarto romanzo 28 Barbary Lane, pubblicato nel 1984, è il primo scrittore ad affrontare per la prima volta il tema dell'AIDS. La serie si conclude nel 1989 con Sure of You. Dopo 18 anni pubblica altri due romanzi della serie, incentrati su alcuni dei personaggi più significativi della serie, Michael Tolliver Lives del 2007 e Mary Ann in Autumn, pubblicato nel 2010.
Dalla serie di romanzi è stata ricavata una miniserie televisiva in sei parti intitolata Tales of the City, una co-produzione tra Regno Unito e Stati Uniti. Tra le interpreti principali della miniserie figurano Laura Linney e Olympia Dukakis. La miniserie è andata in onda sulla rete televisiva americana PBS, successivamente sul canale televisivo via cavo Showtime.
Maupin ha anche due romanzi che non fanno parte della serie I racconti di San Francisco. Il primo Maybe the Moon, pubblicato nel 1992, è un racconto semi-biografico, nonostante la protagonista sia una donna eterosessuale ebrea affetta dal nanismo. Per il personaggio Maupin si è ispirato all'amica Tamara De Treaux, nota interprete di ET nel film del 1982 E.T. l'extra-terrestre.
Nel 2000 viene pubblicato il romanzo Una voce nella notte, ispirato a esperienze di vita reale di Maupin relative all'imbroglio di Anthony Godby Johnson. Dal romanzo è stato tratto un omonimo film con Robin Williams, presentato al Sundance Film Festival a fine gennaio 2006 e distribuito dalla Miramax nell'agosto successivo.

## Vita privata

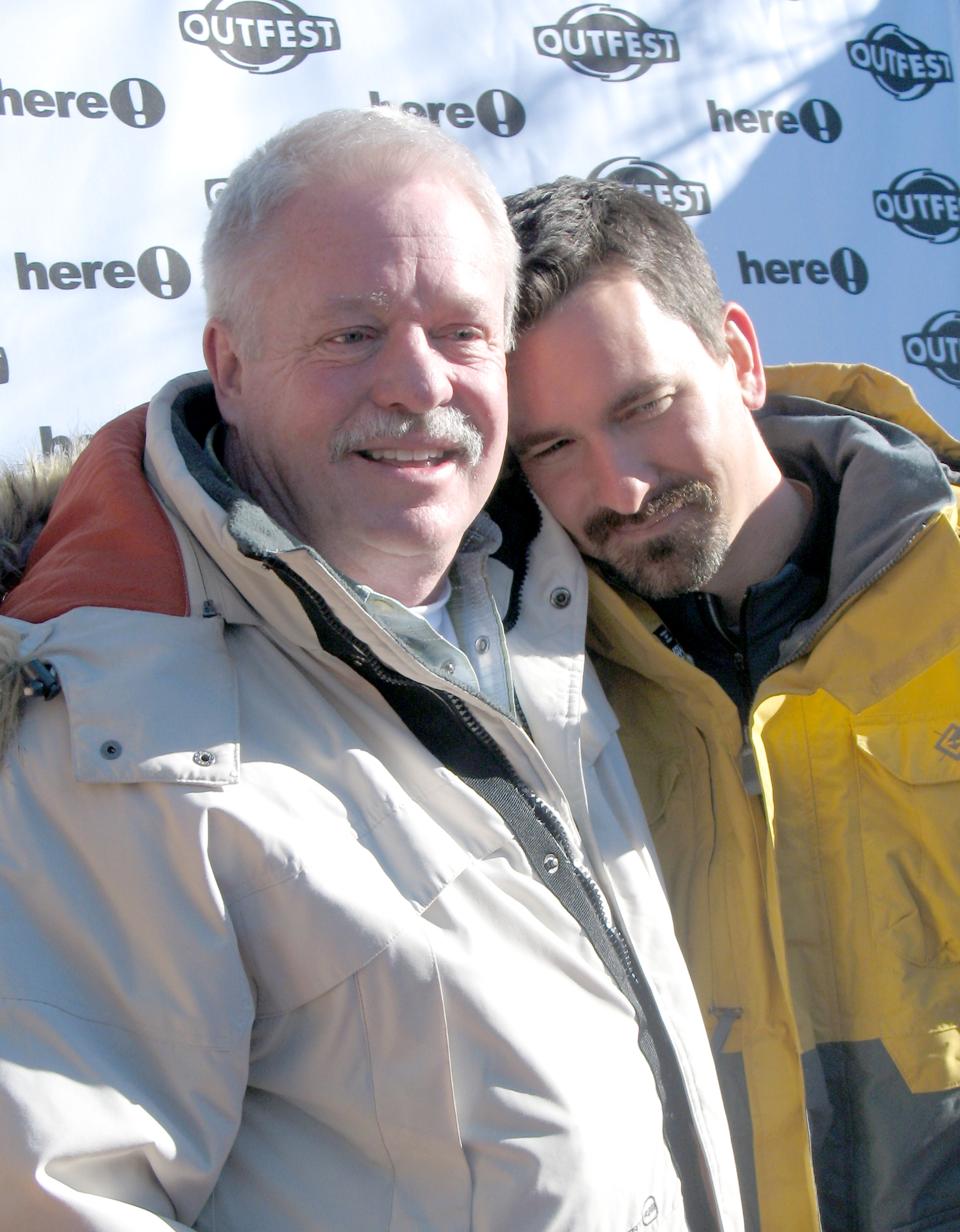
Maupin con il marito Christopher Turner al Sundance Film Festival 2006.

Maupin è stato legato sentimentalmente per oltre 12 anni con Terry Anderson, attivista per i diritti gay e coautore della sceneggiatura di Una voce nella notte. Ha vissuto con Anderson tra San Francisco e la Nuova Zelanda.
Il 18 maggio 2007 Maupin si è sposato a Vancouver (Canada) con Christopher Turner, produttore di siti web e fotografo.
Maupin condivide un nonno con la cantante britannica Sarah Jane Morris.

## Opere

### I racconti di San Francisco
- Tales of the City (1978), I racconti di San Francisco, 2002
- More Tales of the City (1980), Nuovi racconti di San Francisco, Rizzoli, 2003
- Further Tales of the City (1982), Ritorno a San Francisco, Rizzoli, 2005
- Babycakes (1984), 28 Barbary Lane, Rizzoli, 2006
- Significant Others (1987)
- Sure of You (1989)
- Michael Tolliver Lives (2007)
- Mary Ann in Autumn (2010), L'Autunno di Mary Ann, BUR Rizzoli, 2019
- The Days of Anna Madrigal (2014)
- Mona of the Manor (2024), Una vera signora, Playground. 2024

### Altri romanzi
- Maybe the Moon (1992)
- The Night Listener (2000), Una voce nella notte, Rizzoli, 2001

## Filmografia

### Sceneggiatore

#### Serie[11]
- Tales of the City – miniserie TV, regia di Alastair Reid (1993)
- More Tales of the City – miniserie TV, regia di Pierre Gang (1998)
- Further Tales of the City – miniserie TV, regia di Pierre Gang (2001)
- Tales of the City – miniserie TV, registi vari (2019)

#### Film
- Lo schermo velato – narratore, regia di Rob Epstein e Jeffrey Friedman (1995)
- Una voce nella notte, regia di Patrick Stettner (2006)

### Attore
- Tales of the City – miniserie TV, 6 episodi, regia di Alastair Reid (1993)
- Frasier – Gerard (1993–2004))
- More Tales of the City – miniserie TV, 6 episodi, regia di Pierre Gang (1998)
- Further Tales of the City – miniserie TV, 3 episodi, regia di Pierre Gang (2001)
- The Untold Tales of Armistead Maupin – se stesso, regia di Jennifer m. Kroot (2017)